# Martin Kisugite
Martin Kisugite (* 15. září 1994) je český florbalový obránce, reprezentant, vicemistr světa z roku 2022, vítěz Poháru mistrů 2024, mistr Česka ze sezóny 2023/2024 a mistr Švýcarska ze sezóny 2020/2021. V nejvyšších florbalových soutěžích Česka, Švýcarska a Švédska hraje od roku 2011.

## Klubová kariéra
Kisugite s florbalem začínal v klubu Black Angels. V roce 2008 ve 14 letech přestoupil do FbŠ Bohemians. V nejvyšší soutěži za tým poprvé nastoupil v sezóně 2011/2012, ve které pěti kanadskými body přispěl v záchraně v play-down. Podobně pomohl i v sezóně následující, ve které vstřelil dva góly přímo v rozhodujícím zápase série o sestup. V dalším ročníku již Bohemians po devíti letech podruhé v historii postoupily do play-off, a stejně tak v sezónách následujících, ale nikdy nepřekročili hranici semifinále.
V roce 2017 přestoupil do švýcarské druhé nejvyšší soutěže (National League B) do klubu Langenthal Aarwangen. O rok později již hrál National League A za klub Tigers Langnau, který v tu dobu trénoval Michal Rybka. S Tigers vyhrál švýcarský pohár, poté co proměnil rozhodující čtrnáctý nájezd.
V roce 2019 přestoupil do Švédské Superligy do klubu Höllvikens IBF, kde strávil jednu sezónu. Po ní se vrátil do NLA, tentokrát do týmu Floorball Köniz. Následující sezóna byla ve Švýcarsku částečně přerušena kvůli pandemii covidu-19, což Kisugite využil ke krátkému hostování v Bohemians. Po návratu do Švýcarska získal v roce 2021 s Könizem mistrovský titul. Vítězná vlastní branka Wileru je v oficiálních statistikách připsána Kisugitemu, ačkoliv u situace vůbec nebyl.
Na sezónu 2022/2023 se vrátil do Bohemians, se kterými poprvé v historii zvítězili v pohárové soutěži a poprvé postoupili do semifinále ligy.
V dalším ročníku začal hrát za Tatran Střešovice, mistra předchozí sezóny. V lednu 2024 jako první český tým vyhráli Pohár mistrů, kde Kisugite ve finále asistoval na gól. O měsíc později získal i s Tatranem zlato v národním poháru. V lize titul s Tatranem obhájili a tím získali tzv. treble.

## Reprezentační kariéra
V juniorské kategorii Kisugite reprezentoval na Mistrovství světa v roce 2013.

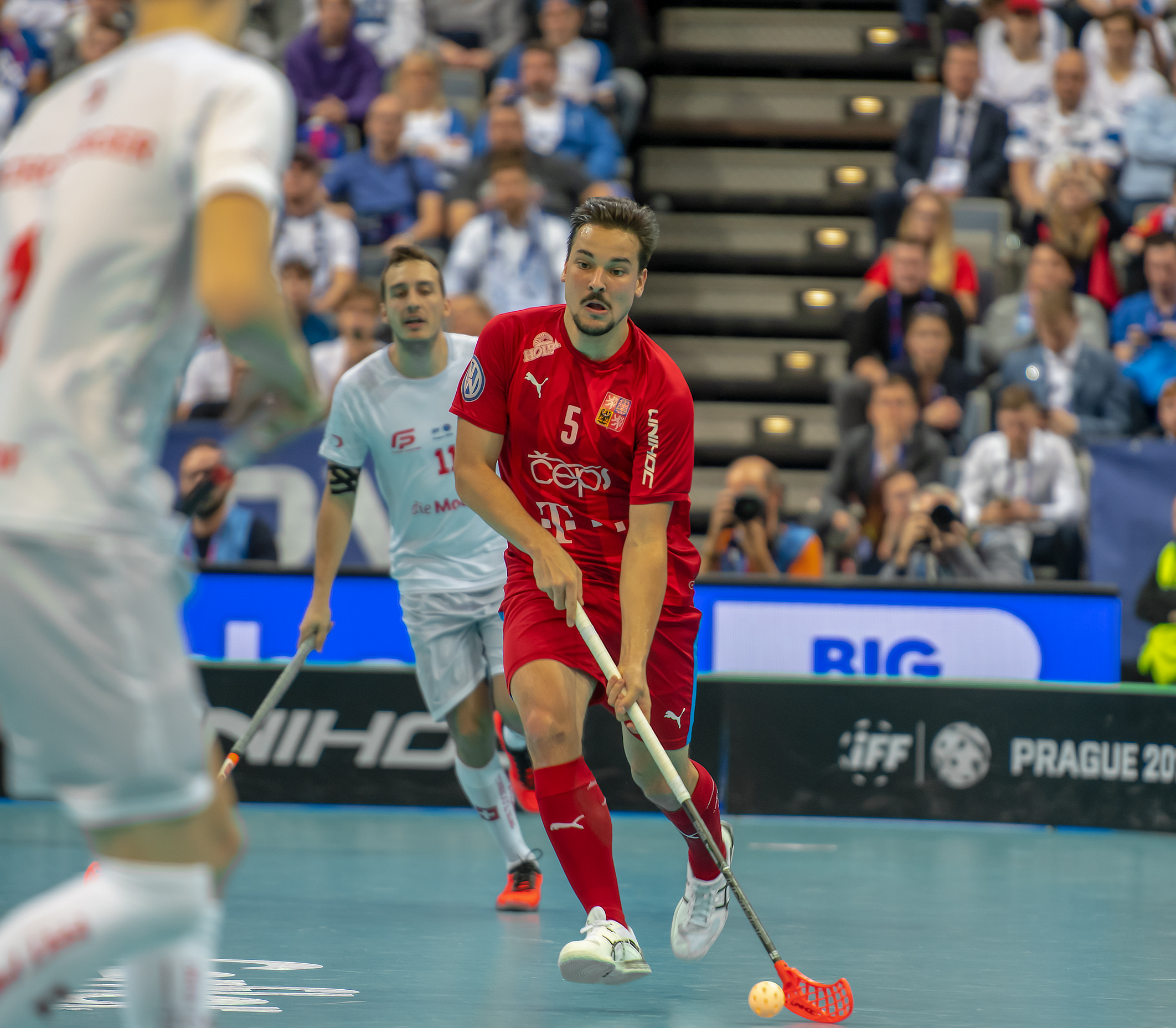
Martin Kisugite v zápase o bronz proti Švýcarsku na Mistrovství světa 2018 v Praze

V mužské florbalové reprezentaci hrál na třech mistrovstvích mezi lety 2018 a 2022. Na Mistrovství světa 2020 získal s národním týmem bronz, první českou medaili po sedmi letech.
Na Euro Floorball Tour v říjnu 2021 byl u druhé české porážky Švédska v historii. Na dalším EFT o rok později porazili všechny soupeře a turnaj podruhé v historii vyhráli.

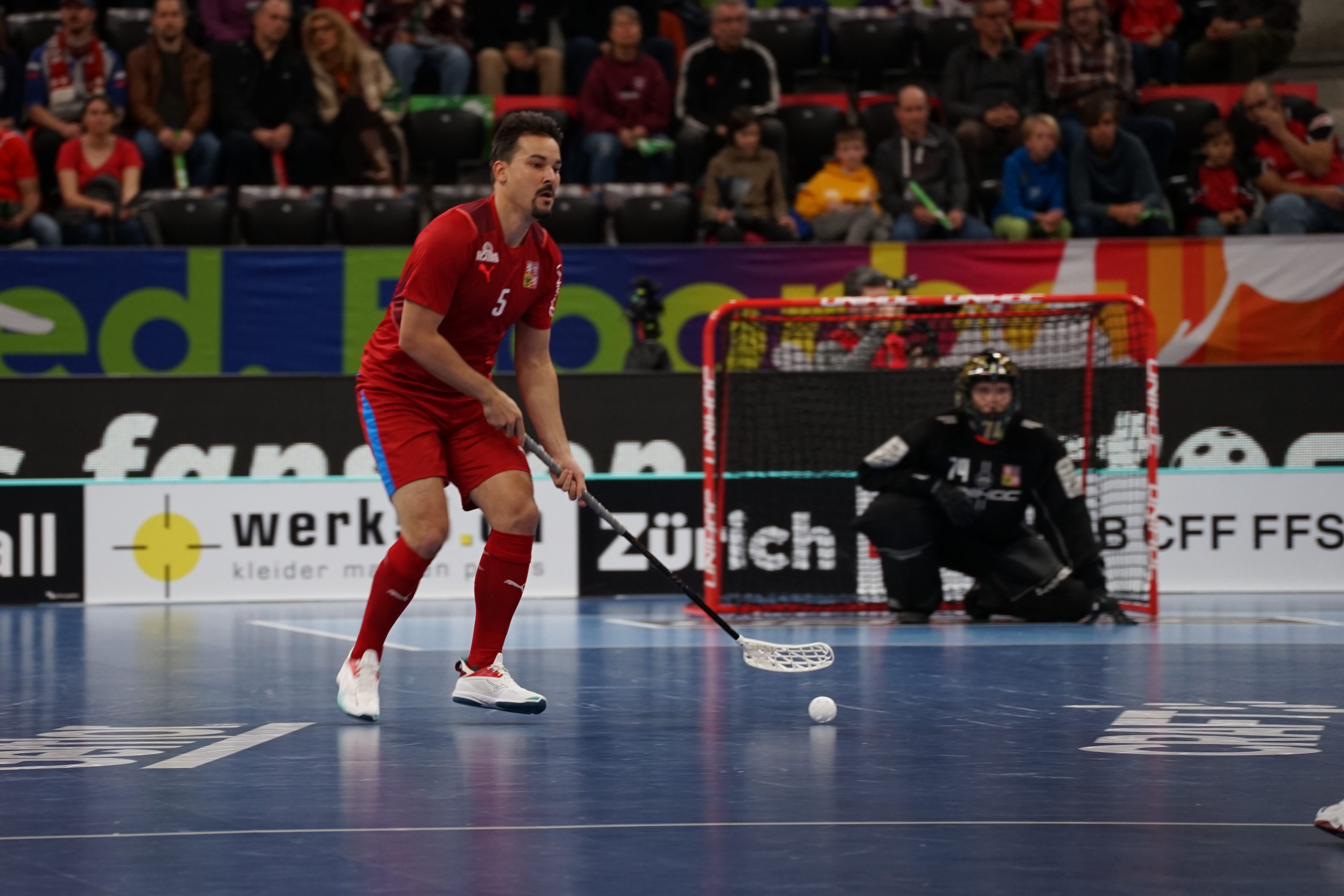
Martin Kisugite na Mistrovství světa 2022

Na Mistrovství světa v roce 2022 přispěl asistencí k postupu do finále a tím po 18 letech k druhé české stříbrné medaili v historii.
| Umístění | Soutěž                                       |
| -------- | -------------------------------------------- |
| 4.       | Mistrovství světa ve florbale do 19 let 2013 |
| 4.       | Mistrovství světa ve florbale 2018           |
|          | Mistrovství světa ve florbale 2020           |
|          | Mistrovství světa ve florbale 2022           |